# L'Œil du serpent
Batman : L'Œil du serpent (The Skull... The Serpent... And The Outsiders) est un comics mettant en scène les Outsiders et Batman. Il a été écrit par Mike Barr et dessiné par Kevin Nowlan. Cette histoire fut publiée pour la première fois aux États-Unis dans le premier annual de The Outsiders sorti en 1986 et en français chez Comics USA en 1989.

## Histoire
Batman rejoint pour un temps les Outsider, une équipe de super-héros dont il fut naguère le leader, pour combattre le Skull.

## Éditions
- 1986 : The Skull... The Serpent... And The Outsiders (The Outsiders Annual, DC Comics)
- 1989 : L’Œil du serpent (Comics USA, Collection Super Héros #28)